# Louis Modeste Leroy

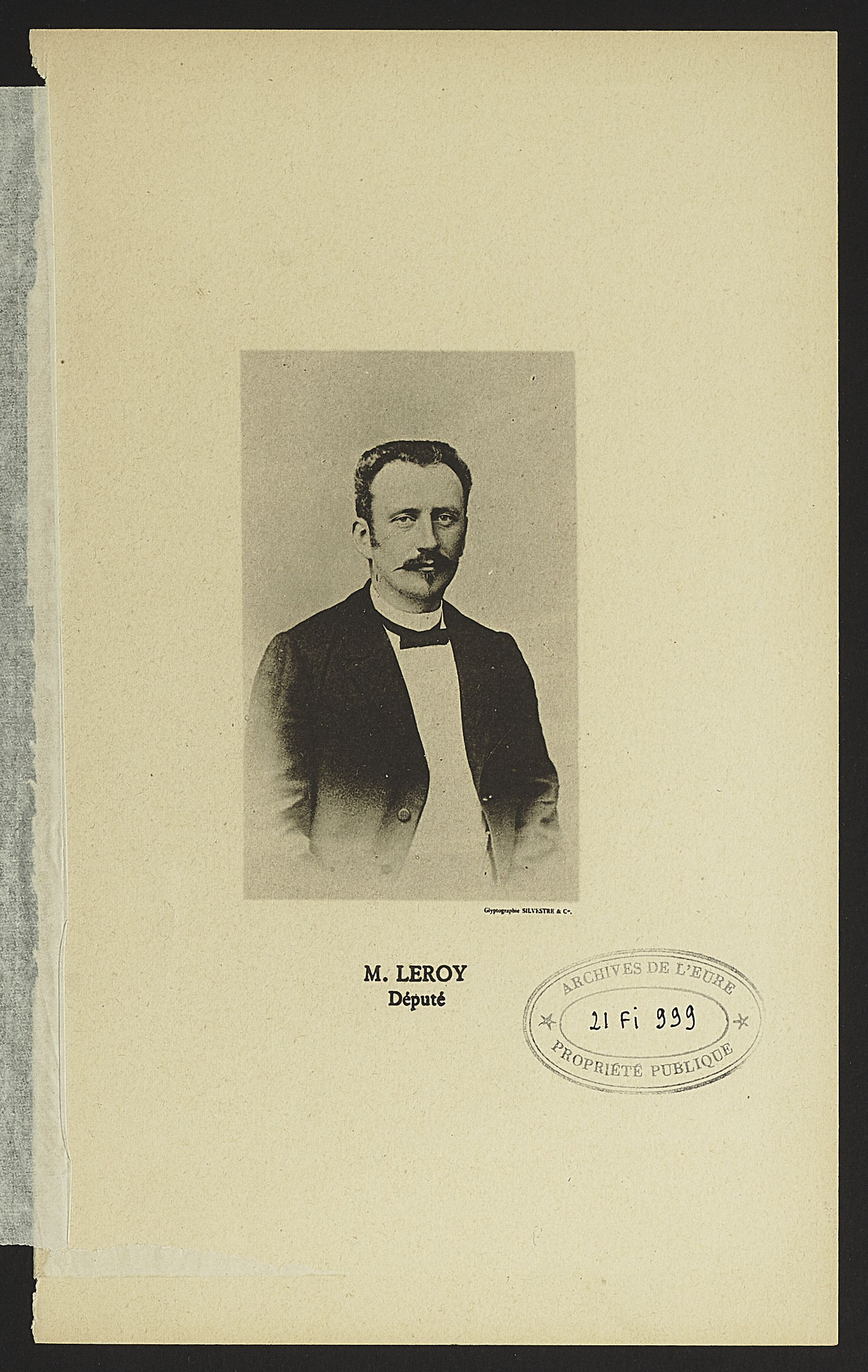
Portrait de Louis Modeste Leroy. Archives départementales de l'Eure.

Louis Modeste Aurèle Leroy, né le 22 mars 1855 à Évreux et décédé le 25 décembre 1934  à Cannes, est un homme politique français.

## Biographie
Docteur en droit, il commence sa carrière politique dans les cabinets ministériels. Il est conseiller municipal de Francheville, puis conseiller d'arrondissement et conseiller général. Il est député de l'Eure de 1893 à 1919, inscrit au groupe de la Gauche démocratique. Il s'intéresse tout particulièrement aux questions d'enseignement. En 1918, il est président de la Société libre d'agriculture, sciences, arts et belles-lettres de l'Eure. Il est président de l'AFDET (Association Française pour le Développement de l'Enseignement Technique) de 1908 à 1912. 

## Œuvre
- Vers l'éducation nouvelle.
- L'éducation nationale au XXe siècle.

## Sources